# ماتیلده لوندورف اسکوسن
ماتیلده لوندورف اسکوسن (انگلیسی: Matilde Lundorf Skovsen؛ زادهٔ ۱۹ ژانویهٔ ۱۹۹۹) بازیکن فوتبال اهل دانمارک است.
از باشگاه‌هایی که در آن بازی کرده‌است می‌توان به باشگاه فوتبال زنان پاری سن ژرمن اشاره کرد.
وی همچنین در تیم‌های ملی فوتبال Denmark women's national under-19 football team، و Denmark women's national under-19 football team، و Denmark women's national under-23 football team بازی کرده‌است.